# Table des caractères Unicode/UE0000
Cette page contient des caractères spéciaux ou non latins. S’ils s’affichent mal (▯, ?, etc.), consultez la page d’aide Unicode.
Table des caractères Unicode U+E0000 à U+E017F.

## Étiquettes
Contrôles de format, normalement invisibles et ignorables, destinés à indiquer dans un flux de texte le code de la langue ou la locale utilisée. Une étiquette de langue débute par le caractère U+E0001, puis transcode le code de langue ISO 639 ou de locale RFC 3066 avec les caractères U+E0020 à U+E007E. L’étiquette est valide jusqu’à l’étiquette de langue suivante ou jusqu’au caractère étiquette U+E07F qui signale la fin du texte auquel l’étiquette précédente s’applique.
Note : l’utilisation des étiquettes de langue n’est pas recommandée, notamment dans les formats de texte enrichi qui permettent de transporter cette information hors-bande, et elles sont donc rarement supportées par les navigateurs Internet.
En revanche ces étiquettes ont une utilisation maintenant recommandée lorsqu'elles sont combinées après un caractère émoji de base représentant un drapeau : le code inclus dans l'étiquette est alors un code de subdivision ISO 3166-2 (uniquement en lettres capitales et chiffres, sans aucun séparateur).

### Table des caractères
| en fr   | 0     | 1       | 2   | 3   | 4   | 5   | 6   | 7   | 8   | 9   | A   | B   | C    | D   | E   | F     |
| ------- | ----- | ------- | --- | --- | --- | --- | --- | --- | --- | --- | --- | --- | ---- | --- | --- | ----- |
| U+E0000 |       | début ⚑ |     |     |     |     |     |     |     |     |     |     |      |     |     |       |
| U+E0010 |       |         |     |     |     |     |     |     |     |     |     |     |      |     |     |       |
| U+E0020 | ESP ⚑ | ! ⚑     | " ⚑ | # ⚑ | $ ⚑ | % ⚑ | & ⚑ | ' ⚑ | ( ⚑ | ) ⚑ | * ⚑ | + ⚑ | , ⚑  | - ⚑ | . ⚑ | / ⚑   |
| U+E0030 | 0 ⚑   | 1 ⚑     | 2 ⚑ | 3 ⚑ | 4 ⚑ | 5 ⚑ | 6 ⚑ | 7 ⚑ | 8 ⚑ | 9 ⚑ | : ⚑ | ; ⚑ | < ⚑  | = ⚑ | > ⚑ | ? ⚑   |
| U+E0040 | @ ⚑   | A ⚑     | B ⚑ | C ⚑ | D ⚑ | E ⚑ | F ⚑ | G ⚑ | H ⚑ | I ⚑ | J ⚑ | K ⚑ | L ⚑  | M ⚑ | N ⚑ | O ⚑   |
| U+E0050 | P ⚑   | Q ⚑     | R ⚑ | S ⚑ | T ⚑ | U ⚑ | V ⚑ | W ⚑ | X ⚑ | Y ⚑ | Z ⚑ | [ ⚑ | \ ⚑  | ] ⚑ | ^ ⚑ | _ ⚑   |
| U+E0060 | ` ⚑   | a ⚑     | b ⚑ | c ⚑ | d ⚑ | e ⚑ | f ⚑ | g ⚑ | h ⚑ | i ⚑ | j ⚑ | k ⚑ | l ⚑  | m ⚑ | n ⚑ | o ⚑   |
| U+E0070 | p ⚑   | q ⚑     | r ⚑ | s ⚑ | t ⚑ | u ⚑ | v ⚑ | w ⚑ | x ⚑ | y ⚑ | z ⚑ | { ⚑ | \| ⚑ | } ⚑ | ~ ⚑ | fin ⚑ |